# Jon Plazaola
Jon Plazaola Larrañaga (Villarreal de Urrechua, 28 de marzo de 1982) es un actor y humorista español.

## Biografía
Nació el 28 de marzo de 1982 en la localidad de Urretxu en Guipúzcoa. En el año 2000 comenzó la carrera de Bellas Artes en la Universidad del País Vasco, finalizando sus estudios en 2005. En 2009 se traslada a Madrid, donde comienza sus estudios en el Instituto de Cine de Madrid, diplomándose en guion de cine y televisión y técnico en procesos audiovisuales.
Desde 2001 lleva trabajando como cómico y monologuista. En 2004 comienza a trabajar en la televisión autonómica vasca, EITB, donde ha realizado la mayor parte de sus trabajos en televisión. En el 2015, protagoniza la serie Allí abajo de Antena 3.
El 20 de marzo de 2017 apareció en el programa de televisión El hormiguero junto a María León.
En julio de 2018, Allí abajo fue renovada para una quinta y última temporada que fue grabada a finales de ese mismo año.
Durante el verano de 2018, participó en Zapeando sustituyendo a Quique Peinado o Miki Nadal

## Filmografía

### Series de televisión
| Año         | Serie                | Canal                          | Personaje                     | Notas         |
| ----------- | -------------------- | ------------------------------ | ----------------------------- | ------------- |
| 2015 - 2019 | Allí abajo           | Antena 3                       | Iñaki Irazabalbeitia Galartza | 69 episodios  |
| 2020        | Patria               | HBO España                     | Eneko                         | 1 episodio    |
| 2020 - 2021 | Madres. Amor y vida  | Amazon Prime Video y Telecinco | Eduardo Carrasco López        | 17 episodios  |
| 2021 - 2022 | Amar es para siempre | Antena 3                       | Raúl García Corcuera          | 259 episodios |
| 2023        | Itxaso               | ETB1 y Netflix                 | Mikel                         | 8 episodios   |

### Cine
| Año  | Título                  | Personaje |
| ---- | ----------------------- | --------- |
| 2016 | Villaviciosa de al lado | Carlos    |
| 2019 | La pequeña Suiza        | Gorka     |

### Programas de televisión
| Año                                          | Título                | Canal    | Función                |          |
| -------------------------------------------- | --------------------- | -------- | ---------------------- | -------- |
| 2004                                         | Europa Euskeraz       | ETB1     | Presentador            |          |
| 2004                                         | Wazemank              | ETB1     | Guionista              |          |
| 2004-2005                                    | Pika Pika             | ETB1     | Presentador            |          |
| 2006                                         | Betizu                | ETB1     | Guionista              |          |
| 2007                                         | Ni hao China          | ETB1     | Guionista              |          |
| 2011-2012                                    | Finlandia             | ETB1     | Guionista              |          |
| 2012                                         | Kontuz, Atsuak!       | ETB1     | Director               |          |
| 2014-2015                                    | Kontrako Eztarria     | ETB1     | Presentador y director |          |
| 2014                                         | GI-631                | ETB1     | Director               |          |
| 2015                                         | ¡Ahora caigo!         | Antena 3 | Invitado               |          |
| 2015, 2016 1, 2016 2, 2017, 2018, 2019, 2020 | El hormiguero 3.0     | Antena 3 | Invitado               |          |
| 2015; 2017                                   | El club de la comedia | Antena 3 | La Sexta               | Invitado |
| 2017                                         | Tu cara me suena      | Invitado |                        |          |
| 2018-2019                                    | Zapeando              | La Sexta | Colaborador            |          |
| 2020                                         | Barre Librea          | ETB1     | Presentador            |          |

## Premios
- Premio Neox Fan Awards 2015 (Atresmedia) Al mejor Actor por Allí abajo (Antena 3).